# Sphaerodactylus schuberti
Sphaerodactylus schuberti är en ödleart som beskrevs av  Thomas och HEDGES 1998. Sphaerodactylus schuberti ingår i släktet Sphaerodactylus och familjen geckoödlor. Inga underarter finns listade i Catalogue of Life.